# 東京ツインパークス
東京ツインパークス（とうきょうツインパークス）は、東京都港区東新橋一丁目の汐留地区（汐留シオサイト）内にあるツインタワー超高層マンションである。

## 概要
東京都と民間企業が一体となって複合都市の創出を目指し取り組んだ再開発事業の一環で建設された共同住宅である。プロジェクト名は汐留D南街区マンション（汐留D4プロジェクト）であった。
東京都立浜離宮恩賜庭園を見下ろす絶好の敷地に建ち、都心居住型超高層マンションでは稀少かつ最良の立地特性を持つことから、「Power PepleがそれぞれのPower Tasteを駆使し、Power Lifeを送る」をトータルコンセプトとして、100年を超え200年住宅をめざし、整備が進められた。ツインタワーであるが、建築基準法上は1棟の建物となっている。
外観は墨色や白に近い灰色といったモノトーンの配色とすることで、高層オフィス群の中にあっても協調できるデザインとした。
セキュリティー、ラウンジやフィットネスクラブなど共用施設を充実させ、総戸数は1,000戸。最多価格帯は7000万円台で最高価格は6億円。3分の1以上は1億円を超えていた。
売り出した時、万全な警備態勢をうたい、プライバシーの保護についても、住民が厳しい目を持っていたため、青山の高級マンションを購入したと言われていた若者にカリスマ的人気を誇る女性歌手がここに引っ越してきたとのうわさが住民間で広がった。しかし、そのような事実はなかった。

## 交通
- 汐留駅（都営地下鉄大江戸線）徒歩2分
- 汐留駅（ゆりかもめ）徒歩3分
- 浜松町駅（JR東日本・東京モノレール）徒歩6分
- 新橋駅（JR東日本・東京メトロ銀座線・都営地下鉄浅草線・ゆりかもめ）徒歩8分